# 本庄 (商社)
本庄（ほんじょう）は、神戸市灘区王子に存在する輸入商社。戦前から各種のカメラ、写真用品を輸入する有力な商社であった。第二次世界大戦の前後は、国内メーカーである富士フイルム、小西六（現コニカミノルタホールディングス、マミヤ（現マミヤ・オーピー）、ワルツなどの特約として営業を継続したが、2006年10月に写真映像関連事業から撤退、現在はインテリアなどを取り扱っているほか、阪急三宮駅構内で小売書店の「ブックスホンジョウ」（「本庄ブックス」とも表記）を運営。旧社名は本庄商会。

## 沿革
- 1916年（大正5年） - 創業者本庄憲三郎が神戸元町においてカメラ、写真用品を専門に取り扱う輸入、卸商として営業を開始。ミッチェル、テーラーホブソン、ローライ、コダック、パコのオートプリンター、オメガの引伸機などの製品を日本市場へ供給した。
- 1960年（昭和35年）2月 - 株式会社化。
- 2006年（平成18年）10月 - 写真映像関連事業から撤退。当時マンフロット、シュナイダー・クロイツナッハ、カンボなど海外メーカー17社の輸入発売元であったが、撤退を前後して主な取り扱い製品は他の代理店や日本法人の取り扱いとなった。

## ローリーフレックス
本庄商会は、「ローライフレックス」（Rolleiflex ）を英語読みで「ローリーフレックス」として日本に紹介したが、北野邦雄がドイツ語読みとするよう提案、以後「ロライ」「ローライ」と呼ばれるようになった。